# أم البرك (عمان)
أم البرك منطقة سكنية تقع في لواء ناعور، محافظة العاصمة في الأردن. تنتمي المنطقة لقضاء أم البساتين الذي يضم 6 مناطق. يقدر عدد سكانها بـ 3082 نسمة حسب إحصاء 2015.

## الوصلات الخارجية
- دائرة الاحصاءات العامة